# Ighiu
Ighiu é uma comuna romena localizada no distrito de Alba, na região histórica da Transilvânia. A comuna possui uma área de 128.49 km² e sua população era de 6517 habitantes segundo o censo de 2007.